# Arturo Graf
Arturo Graf (Atenas , 19 de enero de 1848-Turín , 30-31 de mayo de 1913) fue un poeta, aforista y crítico literario italiano .

## Biografía
Nacido en Atenas, de madre italiana y padre alemán, familia que en 1851 se mudó a Trieste. Tras la muerte de su padre, Graf fue enviado a Brăila, en Rumanía, con un hermano de su madre y en 1863 regresó a Italia donde asistió a la escuela secundaria en Nápoles, que compartió con las lecciones de Francesco de Sanctis, hasta matricularse en leyes; se graduó en 1870. En 1875 obtuvo una cátedra en literatura italiana y una asignación como profesor en la Universidad de Roma. En 1876 pasó a la Universidad de Turín, y en 1882 se trasladó definitivamente esa ciudad, enseñando literatura italiana hasta 1907. Tuvo entre sus alumnos a Piero Martinetti.
En 1883 fundó, junto con Francesco Novati y Rodolfo Renier, el «Historical Journal of Italian Literature»; asimismo colaboró en el diario «Crítica Social», comenzando a editar sus obras en verso: Medusa (1890), El gran golpe (1890) y Balada del bosque (1906).
La Iglesia católica condenó en 1892 y 1893, respectivamente, sus últimos ensayos hasta la fecha —El diablo y Mitos, leyendas y supersticiones de la Edad Media—, decretando su inclusión en el Index librorum prohibitorum.
En 1894 se suicida su hermano Otto. Reúne y publica aforismos y parábolas en Ecce Homo, en 1908, y su única novela, El rescate.

## Selección de obras
- De la poesía popular rumana, «The New Anthology», XXX 1875, pp. 5-36.
- Poemas y cuentos de juventud, Loescher, Roma, 1876.

- La leyenda del paraíso terrenal, Loescher, Roma, 1878.
- El diablo, Treves, Milán, 1889.
- Mitos, leyendas y supersticiones de la Edad Media (2 vols.), Loescher, 1892-1893.
- El rescate, Treves, Milán, 1901.
- Poemas dramáticos, Treves, Milán, 1905.